# 石川健治
石川 健治（いしかわ けんじ、1962年 - ）は、日本の法学者。専門は憲法学。東京大学大学院法学政治学研究科・法学部教授。樋口陽一門下。

## 略歴
- 1962年　福島県福島市生まれ
- 1980年　大阪府立北野高等学校卒業
- 1985年　東京大学法学部卒業
- 1985年　東京大学法学部助手
- 1988年　東京都立大学法学部助教授
- 1998年　東京都立大学法学部教授
- 2003年　東京大学大学院法学政治学研究科・法学部教授

その他、国家公務員採用I種試験専門試験出題委員、行政書士試験研究センター試験委員、自治体法務検定委員会委員、八王子市情報公開・個人情報保護運営審議会委員などを務める。

## 人物
「現代憲法学の鬼才」（西原博史）とも評される学部時代、政治学者の篠原一のゼミに所属していた頃に憲法学者を目指すように薦められ、卒業後直ちに助手に就任し樋口陽一に師事する。

## 著書

### 単著
- 『自由と特権の距離──カール・シュミット「制度体保障」論・再考』（日本評論社、1999年／増補版・2007年）

### 編著
- 『学問／政治／憲法──連環と緊張』（岩波書店、2014年）

### 共編著
- 棟居快行・工藤達朗・小山剛・赤坂正浩・内野正幸・大沢秀介・大津浩・駒村圭吾・笹田栄司・宍戸常寿・鈴木秀美・畑尻剛・村田尚紀・宮地基・矢島基美・山元一『プロセス演習 憲法』（信山社 2004年）
- 高橋和之・長谷部恭男共編、『憲法判例百選Ⅰ、Ⅱ〔第5版〕』（有斐閣、2007年）
- 大石眞共編、『憲法の争点（新・法律学の争点シリーズ 3）』（有斐閣、2008年）
- 樋口陽一編、『ホーンブック 憲法』（北樹出版、1993年／第2版、2000年）
- 横田耕一・高見勝利編、『ブリッジブック憲法』（信山社、2003年）
- LS憲法研究会編、『プロセス演習 憲法』（信山社、2004年／第2版・2005年／第3版・2007年／第4版・2011年）
- 長谷部恭男・宍戸常寿共編、『憲法判例百選Ⅰ、Ⅱ〔第6版〕』（有斐閣、2013年）
- 井上正仁ほか共編、『六法全書』（有斐閣）
- 広田照幸・橋本伸也・山口二郎と共著、『学問の自由と大学の危機』（岩波書店、2016年）

## 門下生
- 金井光生（福島大学教授）
- 二本柳高信（専修大学教授）
- 木下昌彦（神戸大学教授）